# Иоанн де Индагине (богослов)
Иоанн де Индагине (нем. Johannes ab Indagine), настоящее имя Иоганн из Хаген, нем. Johannes von Hagen (1415—1475) — немецкий богослов, ученик Якоба де Парадизо. Картезианский приор в Эрфурте, затем аббат известного в Средние века Бурсфельдского аббатства.
Оставил (по данным на конец XIX - начало XX веков) несколько сот книг, большинство из которых не сохранилось. Известны его хроника мира до 1471, объяснение библейских книг и большое количество нравственно-аскетических трактатов небольшого объёма; в них он порицает дурные нравы современников, особенно духовенства, и является сторонником созерцательной мистической религии.